# Sablonnières
Sablonnières è un comune francese di 708 abitanti situato nel dipartimento di Senna e Marna nella regione dell'Île-de-France.

## Altri progetti

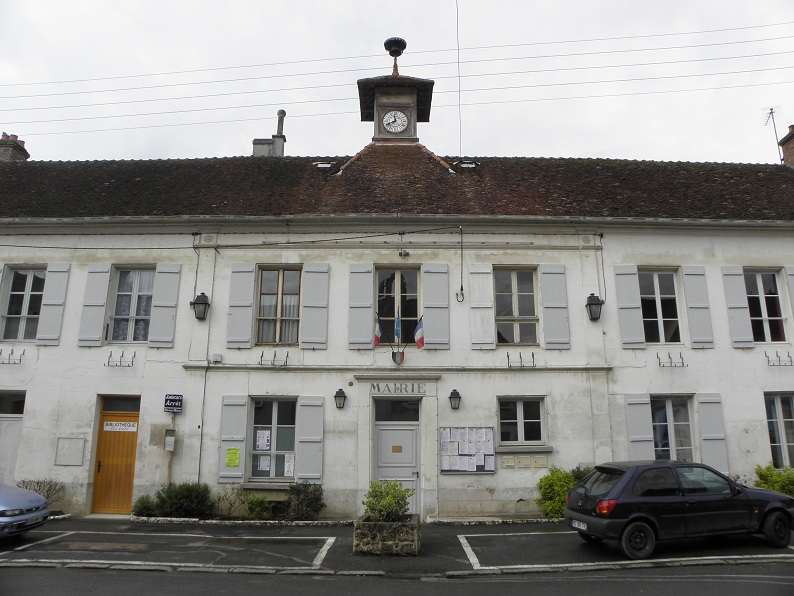
Municipio di Sablonnières

## Società

### Evoluzione demografica
Abitanti censiti